# Tom Holland
Thomas Stanley »Tom« Holland, angleški filmski igralec, * 1. junij 1996, London, Združeno Kraljestvo. 
Holland je najbolj znan po vlogi Spider-Mana v Marvelovih filmih, Stotnik Amerika: Državljanska vojna (2016), Spider-Man: Vrnitev domov (2017), Maščevalci: Brezmejna vojna (2018), Maščevalci: Zaključek (2019), Spider-Man: Daleč od doma (2019) in Spider-Man: Ni poti domov (2021). 
Igral je tudi v filmih kot so Billie Elliot (2008), Cherry (2020) in Chaos Walking (2020). Upodobil in igral je tudi Nathana Drakea v filmu Uncharted (2022), ki temelji na istoimenski seriji video iger.  
Med priznanji, ki jih je prejel, so filmska nagrada Britanske akademije in tri nagrade Saturn.
Njegova partnerka je igralka Zendaya, s katero se je spoznal med snemanjem filma Spider-Man: Vrnitev domov.

## Filmografija
- 2010: Arrietty: Shō
- 2012: The Impossible: Lucas
- 2013: How I Live Now: Isaac
- 2013: Locke: Eddie Locke
- 2015: In the Heart of the Sea: Thomas Nickerson
- 2016: Captain America: Civil War: Peter Parker / Spider-Man
- 2016: Edge of Winter: Bradley Baker
- 2016: A Monster Calls: Monster
- 2016: The Lost City of Z: Jack Fawcett
- 2017: Pilgrimage: The Novice / Brother Diarmuid
- 2017: Spider-Man: Homecoming: Peter Parker / Spider-Man
- 2017: The Current War: Samuel Insull
- 2018: Avengers: Infinity War: Peter Parker / Spider-Man
- 2019: Avengers: Endgame: Peter Parker / Spider-Man
- 2019: Spider-Man: Far From Home: Peter Parker / Spider-Man
- 2019: Spies in Disguise: Walter Beckett
- 2020: Dolittle: Jip	Voice role
- 2020: Onward: Ian Lightfoot
- 2020: The Devil All the Time: Arvin Russell
- 2021: Cherry: Cherry
- 2021: Chaos Walking: Todd Hewitt
- 2021: Venom: Let There Be Carnage: Peter Parker / Spider-Man
- 2021: Spider-Man: No Way Home: Peter Parker / Spider-Man
- 2022: Uncharted: Nathan Drake